# Miodożer zielony
Miodożer zielony (Manorina melanophrys) – gatunek małego ptaka z rodziny miodojadów (Meliphagidae). Zamieszkuje endemicznie wschodnią i południowo-wschodnią Australię. Nie wyróżnia się podgatunków.

## Systematyka
Gatunek po raz pierwszy opisany został przez Johna Lathama w 1801 roku.

## Morfologia
Upierzenie głównie oliwkowozielone. Krótki, zakrzywiony w dół, jasnożółty dziób, za okiem czerwonopomarańczowy płat gołej skóry, pomarańczowożółte stopy i nogi.
RozmiaryDorosłe osobniki osiągają 17–20 cm długości (średnio 18 cm).
Masa ciałaok. 29 g

## Ekologia i zachowanie
Zamieszkują głównie otwarte lasy eukaliptuse i zadrzewienia z gęstym podszytem. Występują zarówno w szerokich wąwozach podgórskich, jak i na równinach przybrzeżnych, często na obrzeżach lasów deszczowych. Występują również na obszarach podmiejskich, w tym w parkach i ogrodach, zwłaszcza w pobliżu potoków lub innych źródeł wody, gdzie zachowały się eukaliptusy i gęste zarośla. Są osiadłe, ich kolonie przebywają w jednej lokalizacji przez wiele lat. Cała kolonia zmienia miejsce pobytu w przypadku zdarzeń losowych takich jak pożar buszu czy utrata źródeł wody.
Ptaki te gniazdują w koloniach liczących 8–200 osobników. Pary zwykle łączą się na całe życie. Sezon lęgowy trwa cały rok, jego szczyt przypada na okres od czerwca do listopada. Gniazdo buduje samica. W zniesieniu 1–3 jaja, najczęściej 2. Samica wysiaduje je przez około 15 dni. Karmieniem piskląt zajmują się oboje rodzice. W obowiązkach rodzicielskich pomagają im pomocnicy – są to zwykle osobniki młode lub te, które nie znalazły partnera do lęgu, niekiedy także inne gniazdujące ptaki z kolonii. Miodożery zielone bronią agresywnie swoich terenów lęgowych przed innymi wróblowymi, gnieżdżącymi się w okolicy. Przepędzają inne ptaki w celu zapewnienia dla siebie i swoich piskląt odpowiedniej ilości pożywienia. Młode są w pełni opierzone po około 15 dniach od wyklucia.
Żerują jako część kolonii. Żywią się głównie owadami, ale również nektarem i manną.

## Status
IUCN uznaje miodożera zielonego za gatunek najmniejszej troski (LC, Least Concern) nieprzerwanie od 1988 roku. Liczebność populacji nie została oszacowana, ale ptak ten opisywany jest jako bardzo liczny. Trend liczebności populacji uznawany jest za spadkowy.